# Fujiwara no Hideyoshi
Fujiwara no Hideyoshi (藤原秀能; 1184 – 19 giugno 1240) è stato un poeta giapponese waka e samurai del primo periodo Kamakura.
È considerato uno dei Trentasei nuovi immortali della poesia (新三十六歌仙 Shin Sanjūrokkasen).

## Biografia
Suo padre, Fujiwara no Hidemune, era il figlio del fratello minore di Wada Yoshimori.
In un primo momento servì Minamoto no Michichika, il ministro dell'Interno (Naidaijin). Successivamente prestò servizio alla corte imperiale come Hokumen bushi (samurai di guardia sotto il lato nord del Palazzo Imperiale). Fu anche un cantante alla corte imperiale e fu nominato yoryūdo nel Wakashō (和歌所, "Ufficio della poesia") nel 1201.
Fu generale della corte imperiale nella guerra Jōkyū, per questo motivo, dopo la guerra, fu bandito sul monte Kumano per ordine dello Shogunato Kamakura e divenne sacerdote prendendo il nome Nyogyo (如願).
Successivamente, si recò nelle isole Oki dove era stato esiliato l'imperatore Go-Toba. Morì il 19 giugno 1240 a 57 anni. 
Settantanove sue poesie sono incluse nelle varie Chokusen wakashū a partire dallo Shin Kokin Wakashū. La collezione di famiglia Nyogaku Hōshi-shū (如願法師集) contiene più di 900 poesie.